# Kopanina (Nový Kostel)
Kopanina (németül Frauenreuth) Nový Kostel településrésze Csehországban a Karlovy Vary-i kerület Chebi járásában. Központi településétől 3 km-re délkeletre fekszik. A 2001-es népszámlálási adatok szerint 33 lakóháza és 72 lakosa van. Területén fekszik Bor (Haid) település is.

## Nevezetességek
- A Szent György templomot barokk stílusban 1770-ben építették.
- Az első világháború helybéli hősi halottainak emlékműve.

## Képtár

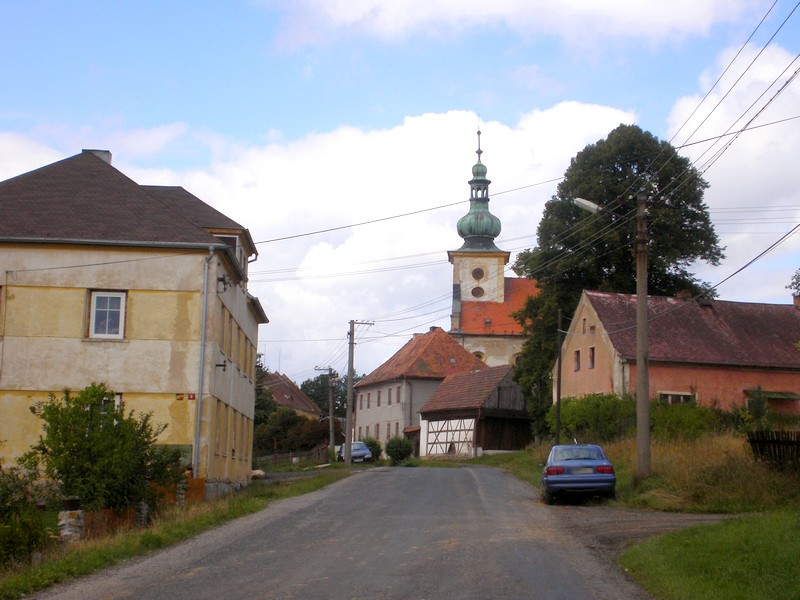
Szent György templom